# 福岡県道96号八女瀬高線
福岡県道96号八女瀬高線（ふくおかけんどう96ごう やめせたかせん）は、福岡県八女市からみやま市に至る県道（主要地方道）である。

## 概要
八女市納楚からみやま市瀬高町小川に至る。
起点から終点へ南西方向に向かう斜めルートである。八女市の区間は市街地を含めた全域が、筑後市の区間は船小屋地区を中心に2車線で整備されているが、みやま市の区間は1.5車線程の幅員である。
筑後市の船小屋地区では幅員改良された迂回道路と旧道いずれも県道96号として案内しているがJR九州鹿児島本線・九州新幹線 筑後船小屋駅とつながる福岡県道724号船小屋停車場線交点で再度合流するようになっている。
2013年（平成25年）5月25日に開通した国道442号八女筑後バイパスの開通に伴い、起点付近の道路区画が変更されている。
筑後市の船小屋ルートを通るため、国道442号および国道209号の混雑回避にも利用できる。

### 路線データ
- 起点：福岡県八女市納楚（納楚交差点、国道3号交点、福岡県道795号湯辺田八女線終点）
- 終点：福岡県みやま市瀬高町小川（金栗交差点、国道209号上、国道443号交点）

## 歴史
- 1993年（平成5年）5月11日 - 建設省から、県道八女瀬高線が八女瀬高線として主要地方道に指定される[2]。
- 2013年（平成25年）5月28日 - 福岡県告示第909号により、国道442号八女筑後バイパスの開通に伴い、起点付近の道路区画が変更[1]。
- なお、2013年（平成25年）時点の起点は八女市本村字平塚であったが、国道442号八女筑後バイパスの開通に伴い、現在の同市納楚に変更されている。
- 2020年（令和2年）
  - 3月31日 - 福岡県告示第339号により、三軒屋交差点から御茶屋前交差点の旧道が廃止され、終点まで福岡県道89号瀬高久留米線と重複する経路に変更[3]。
  - 4月21日 - 福岡県告示第398号により、みやま市瀬高町上庄から恵比須町交差点で国道443号、恵比須町交差点から終点で国道209号と重複する経路を追加指定し、終点位置が変更[4]。

## 路線状況

### 重複区間
- 熊本県道・福岡県道4号玉名八女線（八女市本村・清水町交差点 - 八女市本村・おりなす八女入口交差点、202 m[1]）
- 福岡県道793号柳瀬筑後線（筑後市大字新溝・八女IC入口交差点 - 筑後市大字新溝）
- 福岡県道724号船小屋停車場線（筑後市大字尾島 - 筑後市大字津島・筑後船小屋駅前交差点、899 m[5]）
- 福岡県道721号船小屋停車場水田線（筑後市大字津島 地内）
- 福岡県道89号瀬高久留米線（みやま市瀬高町上庄・三軒屋前交差点 - みやま市瀬高町上庄、1,567 m[3]）
- 国道443号（みやま市瀬高町上庄 - みやま市瀬高町下庄・恵比須町交差点、1,740 m[4]）
- 国道209号（みやま市瀬高町下庄・恵比須町交差点 - みやま市瀬高町小川・金栗交差点（終点））

### 道路施設

#### 橋梁
- 新長浜橋（花宗川、筑後市 - 八女市）
- 西境橋（筑後市）
- 昭和橋（筑後市）
- 瀬高橋（矢部川、みやま市、国道209号重複区間内）

## 地理

### 通過する自治体
- 八女市
- 筑後市
- みやま市
- 筑後市
- 柳川市
- みやま市

### 交差する道路
| 交差する道路                                                               | 市町村名 | 交差する場所 | 交差する場所           |
| -------------------------------------------------------------------------- | -------- | ------------ | ---------------------- |
| 国道3号 国道325号 重複 福岡県道795号湯辺田八女線                           | 八女市   | 納楚         | 納楚交差点 / 起点      |
| 熊本県道・福岡県道4号玉名八女線 重複区間起点                               | 八女市   | 本村         | 清水町交差点           |
| 熊本県道・福岡県道4号玉名八女線 重複区間終点                               | 八女市   | 本村         | おりなす八女入口交差点 |
| 福岡県道792号船小屋八女線                                                  | 八女市   | 本町         | 西矢原町交差点         |
| 佐賀県道・福岡県道15号佐賀八女線                                           | 八女市   | 本村         | 下福島交差点           |
| 福岡県道713号唐尾広川線                                                    | 八女市   | 鵜池         | 鵜の池交差点           |
| 国道442号 / 別線 福岡県道793号柳瀬筑後線 重複区間起点                      | 筑後市   | 大字新溝     | 八女IC入口交差点       |
| 福岡県道793号柳瀬筑後線 重複区間終点                                       | 筑後市   | 大字新溝     |                        |
| 福岡県道792号船小屋八女線                                                  | 筑後市   | 大字北長田   |                        |
| 国道209号                                                                  | 筑後市   | 大字尾島     | 船小屋交差点           |
| 福岡県道96号八女瀬高線 / バイパス 福岡県道724号船小屋停車場線 重複区間起点 | 筑後市   | 大字尾島     |                        |
| 福岡県道721号船小屋停車場水田線 重複区間起点                               | 筑後市   | 大字津島     |                        |
| 福岡県道721号船小屋停車場水田線 重複区間終点                               | 筑後市   | 大字津島     | 筑後船小屋駅前交差点   |
| 福岡県道791号富久瀬高線                                                    | みやま市 | 瀬高町本郷   |                        |
| 福岡県道89号瀬高久留米線                                                   | 筑後市   | 大字下妻     |                        |
| 福岡県道89号瀬高久留米線 重複区間起点                                      | みやま市 | 瀬高町上庄   | 三軒屋交差点           |
| 国道443号 重複区間起点 福岡県道89号瀬高久留米線 重複区間終点               | みやま市 | 瀬高町上庄   |                        |
| 国道209号 重複区間起点 国道443号 重複区間終点                              | みやま市 | 瀬高町下庄   | 恵比須町交差点         |
| 国道209号 重複区間終点 国道443号 / 三橋瀬高バイパス                        | みやま市 | 瀬高町小川   | 金栗交差点 / 終点      |

### 交差する鉄道
- 九州新幹線
- 鹿児島本線

### 沿線
- 八女消防署
- 福岡県八女総合庁舎
- 八女郵便局
- 西鉄バス久留米八女支社
- 八女市役所
- 福島の街並み
- 八女市立福島小学校
- 旧筑後福島駅公園（矢部線跡）
- 福岡県立八女農業高等学校
- 八女市立西中学校
- 筑後市立古川小学校
- 船小屋郵便局
- 船小屋温泉
- 中の島公園
- 筑後市立水洗小学校
- JR九州鹿児島本線・九州新幹線 筑後船小屋駅
- 筑後広域公園（矢部川、沖端川）
- みやま市立本郷小学校
- 柳川市立中山小学校
- 中山の大藤
- みやま市立上庄小学校
- 福岡県立山門高等学校
- 瀬高上庄郵便局
- みやま市立瀬高中学校
- みやま市役所